# مانزيانا
مانزيانا هي بلدية في مدينة روما الحضرية في منطقة لاتيوم الإيطالية ، وتقع على بعد حوالي 40 كيلومتر (25 ميل) من شمال غرب روما .
وتقع مانزيانا على حدود البلديات الآتية: براتشيانو ، و كانال مونتيرانو ، و أوريولو رومانو ،و تولفا .

## روابط خارجية
- الموقع الرسمي
- بوابة السياحة نسخة محفوظة 29 أبريل 2011 على موقع واي باك مشين.